# Michael Kleine-Cosack
Michael Kleine-Cosack (* 6. Mai 1942 in Neheim-Hüsten) ist ein deutscher Jurist und Fachanwalt für Verwaltungsrecht mit Kanzlei in Freiburg im Breisgau.

## Leben und Beruf
Kleine-Cosack studierte von 1964 bis 1968 Jura in Berlin und Freiburg, wo er das Erste Staatsexamen ablegte. Nach Absolvierung des Zweiten Staatsexamens in Stuttgart 1972 war er als Repetitor im Staats- und Verwaltungsrecht tätig. Im Juli 1983 wurde er an der Universität Freiburg mit einer vom Bundesverfassungsrichter Konrad Hesse betreuten und begutachteten Studie über Berufsständische Autonomie und Grundgesetz zum Dr. jur. promoviert. Kleine-Cosack kritisierte 1986 einen antiquierten Ehrenkodex der Rechtsanwaltskammern, der „willkürlichen standesrechtlichen Sanktionen Tür und Tor geöffnet“ habe, wie „die bisherige ehrengerichtliche Praxis“ zeige. Er bereitete mit seinen Überlegungen den Weg zur Aufhebung der Standesrichtlinien.
Im Januar 2012 legte er für Gustl Mollath Verfassungsbeschwerde gegen Beschlüsse des Oberlandesgerichts Bamberg und des Landgerichts Bayreuth ein. Damit strebte er die Entlassung des Justizopfers Mollath aus der geschlossene Psychiatrie an.
Kleine-Cosack bearbeitet häufig Verfassungsbeschwerden und Menschenrechtsbeschwerden. Unter anderem 2012 erzielte er für seinen Mandanten einen Erfolg am Europäischen Gerichtshof für Menschenrechte. Als Grundstückseigentümer hätte dieser nicht verpflichtet werden dürfen, die Jagd auf seinem Land zu dulden („Zwangsbejagung“).

## Schriften (Auswahl)
- Berufsständische Autonomie und Grundgesetz. Nomos-Verl.-Ges., Baden-Baden 1986, ISBN 3-7890-1172-X (Zugl.: Freiburg (Breisgau), Univ., Diss., 1983).
- Bundesrechtsanwaltsordnung: mit Berufs- und Fachanwaltsordnung. München: Beck, 2009, ISBN 978-3-406-59049-8.
- Verfassungsbeschwerden und Menschenrechtsbeschwerde. Heidelberg: Müller-Verlag, 2013, ISBN 978-3-8114-3659-6.
- Rechtsdienstleistungsgesetz. Heidelberg: Müller Jura, 2014, ISBN 978-3-8114-6041-6.
- Bundesrechtsanwaltsordnung mit Berufs- und Fachanwaltsordnung. München: Beck, 2015, ISBN 978-3-406-66508-0.